# Weeley Heath
Weeley Heath – przysiółek w Anglii, w Esseksie. Leży 16,3 km od miasta Colchester, 46,1 km od miasta Chelmsford i 91,6 km od Londynu. W 2015 miejscowość liczyła 682 mieszkańców.